# Jacopo Antonio Vianelli
Jacopo Antonio Vianelli (Chioggia, 1776 – Venezia, 1821) è stato un avvocato, giudice e poeta italiano.

## Biografia
Proveniente da una famiglia chioggiotta di avvocati e notai, la madre alla morte del padre lo porta con sé a Venezia quand'era adolescente. Si laurea in utroque a Padova e inizia la sua carriera di avvocato a Venezia. Diviene anche giudice a Treviso e a Ferrara, e procuratore a Reggio. Alla caduta del Regno d'Italia torna a Venezia e riapre studio di avvocato, molto apprezzato in città. Colpito da malattia che compromise le sue facoltà mentali, morì a quarantacinque anni.
Nonostante i pressanti doveri della professione, non abbandonò mai la passione e il gusto della poesia, come testimoniato da vari componimenti che lo resero oggetto di stima presso poeti come Ippolito Pindemonte. Angelo Dalmistro oltre che maestro gli fu anche amico. Preferì il registro colloquiale a tratti satireggiante, che gli derivò dal taglio oraziano proprio del Dalmistro, e del maestro e amico di questi, Gaspare Gozzi. Indizi frammentari ma certi testimoniano che fu amico anche del Foscolo.
Suoi componimenti si leggono in varie raccolte gratulatorie del tempo. Degni di nota i versi dell'importante "Anno poetico" (1793-1800) diretto dal Dalmistro, sul quale compaiono i nomi di Alfieri, Foscolo, Pindemonte ecc.

## Opere in versi
- Capitolo, in Canzoniere per la monacazione di nobil donzella veneta, Verona 1796, parte III, p. 121.
- Sciolti senza titolo in Anno poetico, 7, 1799, pp. 242–247.
- Epistola... all'amico Domenico Lisatti, s. l., 1803.
- Canzone, in All'augusto imeneo del magno Napoleone con Maria Luigia d'Austria - Omaggio poetico di vari autori, Venezia 1810, pp. XIX-XXI.
- Al precettore all'amico Angelo Dalmistro. Epistola, Reggio 20 settembre 1811.
- All'amico Gio. Antonio Roverella. Epistola, Reggio 10 ottobre 1811.
- Esopo. Poema giocoso in canti 12, Venezia 1828, canto V.

## Altre opere
- Discorso pronunciato... in un'assemblea generale della corte, Treviso, 2 aprile 1810.
- Ragionamento intorno all'eloquenza del foro, Venezia 1811.
- Orazione proemiale agli esercizj d'eloquenza forense, Venezia 1812.
- Orazione alla corte di giustizia civile, e criminale del Crostolo, Reggio 1812.
- Della pazienza. Orazione, Reggio 1813.